# Arborícola

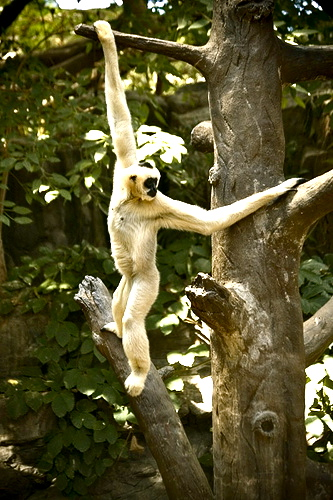
Los gibones (familia Hylobatidae) usan sus extremidades anteriores (braquiación) para desplazarse por los árboles

Arborícola es un adjetivo utilizado en biología para calificar a un animal que vive en los árboles. Algunas especies son residentes permanentes o casi permanentes, mientras que otras usan los árboles solo en forma temporaria.
Todos los bosques han contado siempre con animales viviendo en ellos. Estos animales tienen adaptaciones que les permiten vivir y desplazarse en los árboles. El tetrápodo más antiguo que se conoce con adaptaciones especializadas para subir a los árboles fue Suminia, un sinápsido del Pérmico superior, hace aproximadamente 260 millones de años.

## Ejemplos
Algunos ejemplos de animales arborícolas son:
- Arctictis binturong[3]
- Rhacophorus kio.[4] Esta especie de ranas presenta adaptaciones morfológicas que le permite escalar y planear, incluyendo membranas interdigitales de las patas extensas, colgajos de piel en codos y tobillos y sistemas de adhesión en las yemas de los dedos.

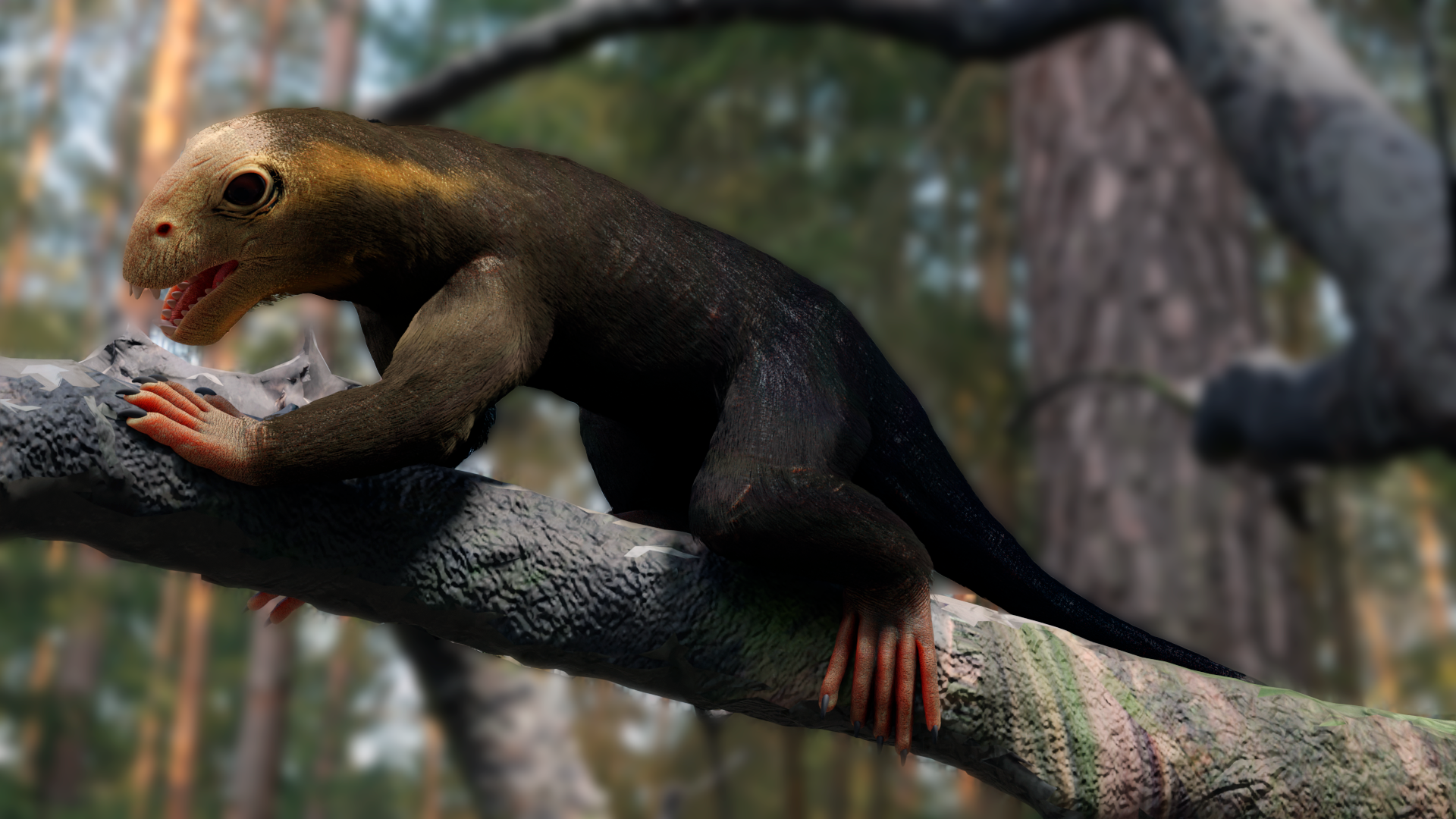
Suminia

- Suminia: un género extinto de terápsidos anomodontos.